# آنانیا شیراکاتسی
آنانیا شیراکاتسی (ارمنی: Անանիա Շիրակացի; لاتین: Anania Širakacʿi) ‏ Armenian pronunciation: [ɑnɑˈnjɑ ʃiɾɑkɑˈt͡sʰi]؛ ۶۱۰ – ۶۸۵) فیلسوف، ریاضی‌دان، ستاره‌شناس، جغرافی‌دان و کیمیاگر اهل ارمنستان در سده هفتم میلادی بود.
رابرت اچ. هیوزن مورخ آمریکایی، از وی با عنوان «نخستین دانشمند ارمنستان» نام برده است.
او در علوم پایه، نجوم، ریاضی و جغرافیا نوشته‌های ارزشمندی از خود بر جای گذاشته است. از مهم‌ترین نوشته‌های او کتابی است دربارهٔ جغرافیای جهان باستان به نام «آشخارهاتسویتس» (در زبان ارمنی به معنی جهان نما).